# Liste der Biografien/Waj
Liste der Biografien |
Portal Biografien |
Personensuche
# |
A |
B |
C |
D |
E |
F |
G |
H |
I |
J |
K |
L |
M |
N |
O |
P |
Q |
R |
S |
T |
U |
V |
W |
X |
Y |
Z |
?
 
Wa |
Wc |
Wd |
We |
Wh |
Wi |
Wj |
Wl |
Wn |
Wo |
Wr |
Ws |
Wt |
Wu |
Ww |
Wy |
Wz
 
Waa |
Wab |
Wac |
Wad |
Wae |
Waf |
Wag |
Wah |
Wai |
Waj |
Wak |
Wal |
Wam |
Wan |
Wao |
Wap |
Waq |
War |
Was |
Wat |
Wau |
Wav |
Waw |
Wax |
Way |
Waz
Die Liste der Biografien führt alle Personen auf, die in der deutschsprachigen Wikipedia einen Artikel haben. Dieses ist eine Teilliste mit 22 Einträgen von Personen, deren Namen mit den Buchstaben „Waj“ beginnt.

## Waj

### Waja
- Wajandt, Hans (* 1938), deutscher Fußballspieler

### Wajc
- Wajcblum, Ester (1924–1945), polnische Widerstandskämpferin im KZ Auschwitz, Opfer des Holocaust
- Wajcman, Judy (* 1950), australische Soziologin

### Wajd
- Wajda, Andrzej (1926–2016), polnischer Film- und TheaterregisseurAndrzej Wajda (1926–2016)

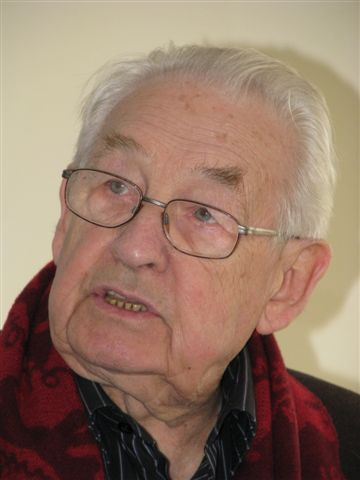
Andrzej Wajda (1926–2016)

- Wajda, Kazimierz (1930–2020), polnischer Historiker
- Wajda, Patryk (* 1988), polnischer Eishockeyspieler

### Waje
- Wajenga, Jelena Wladimirowna (* 1977), bedeutende russische Estrada- und Popsängerin

### Wajh
- Wajhina-Jefremowa, Lilija (* 1977), russisch-belarussisch-ukrainische Biathletin

### Waji
- Wajima, Hiroshi (1948–2018), japanischer Sumōringer und 54. Yokozuna
- Wajima, Kōichi (* 1943), japanischer Boxer im Halbmittelgewicht

### Wajl
- Wajlupau, Mikita (* 1995), belarussischer Handballspieler

### Wajm
- Wajman, Jakub (* 2005), polnischer Fußballspieler

### Wajn
- Wajnblum, Lola (* 1996), belgische Fußballspielerin
- Wajngarten, Fabio (* 1975), brasilianischer Rechtsanwalt, Medienunternehmer und Kommunikationspolitiker

### Wajo
- Wajoka, Pierre (* 1978), neukalodonischer Fußballspieler

### Wajs
- Wajs, Bronisława (1910–1987), polnische Roma-Dichterin und -Sängerin
- Wajs, Jadwiga (1912–1990), polnische Leichtathletin
- Wajs, Joanna (* 1979), polnische Schriftstellerin, Literaturkritikerin und Literaturübersetzerin
- Wajsberg, Mordchaj (* 1902), polnischer Mathematiker und Logiker
- Wajsbrot, Alexis, französischer Filmregisseur, Produzent und Visual Effects Supervisor
- Wajsbrot, Cécile (* 1954), französische Schriftstellerin, Übersetzerin und Essayistin
- Wajsman, Oleksandr (1938–2019), ukrainischer Schachspieler